# Gotarzes II của Parthia
Gotarzes II của Parthia trị vì đế chế Parthia liên tục giữa khoảng năm 40 và 51. Ông là con trai của Artabanus II và khi cha ông qua đời trong khoảng năm 38, và sau khi anh trai của ông Vardanes I đã kế vị ngai vàng, Gotarzes nổi loạn.
Ông đã sớm làm cho mình bị ghét cay ghét đắng vì sự tàn ác-trong số nhiều vụ giết người khác, thậm chí ông còn giết hại em trai Artabanus và cả gia đình của mình và khi Vardanes giành lại ngai vàng; Gotarzes chạy trốn đến Hyrcania và tập hợp một đội quân từ những người du mục Dahae. Cuộc chiến giữa hai vị vua cuối cùng kết thúc bằng một hiệp ước, vì cả hai đều e ngại những âm mưu của giới quý tộc. Gotarzes trở lại Hyrcania. Nhưng khi Vardanes bị ám sát trong khoảng năm 47, Gotarzes được công nhận là vua của toàn bộ đế chế.
Gotarzes sau đó thêm vào đồng tiền của mình các chức danh Parthia thông thường, "vua của các vị vua Arsaces người bảo trợ, công bằng, (Epiphanes) lừng lẫy, người bạn của người Hy Lạp (Philhellen)", mà không nhắc đến tên riêng của mình.
Sự bất mãn bắt nguồn bởi sự tàn bạo và xa hoa của ông khiến cho giới giới quý tộc Parthia kêu gọi Hoàng đế La Mã Claudius (r. 41-54 CN) trong năm 49 CN phóng thích hoàng tử con tin Meherdates nhằm thách thức Gotarzes. Meherdates vượt qua sông Euphrates năm 49, nhưng đã bị đánh đập và bắt làm tù binh bởi Gotarzes, sau đó ông cắt đôi tai của ông ta.
Ngay sau đó Gotarzes qua đời, theo Tacitus, là bởi bệnh; Josephus nói rằng ông đã bị ám sát. Ông đã được kế vị một thời gian ngắn bởi Vonones II (có thể là em trai của ông) và sau đó là con trai của Vonones, Vologases I.